# Le Singe qui parle
Pour plus de détails, voir Fiche technique et Distribution.
Le Singe qui parle (The Monkey Talks) est un film américain réalisé par Raoul Walsh, sorti en 1927.

## Synopsis
François Faho, qui travaille dans un cirque, décide Armand Durand, un ancien camarade de guerre en plein désespoir amoureux, de se joindre à eux. Après quelques mois sur les routes, ce dernier s'est bien intégré. Mais le cirque de Papa Jules n'a pas toujours payé ses taxes et il finit par être rattrapé par la police qui saisit tout leur matériel, y compris les roulottes qui contenaient leurs vêtements. Ils se retrouvent alors à quatre, François, Armand, Lorenzo et Papa Jules, et il ne leur reste qu'une malle, qui contient entre autres un costume de singe, ce qui leur donne l'idée de déguiser Faho et d'en faire une attraction, « le singe parlant ». Ils jurent alors de ne pas révéler leur truc.
En peu de temps, ils sont sur les scènes parisiennes. Lors d'une représentation, ils rencontrent Olivette, une jolie fildefériste, dont Armand et François vont tomber amoureux. Olivette ne sait comment répondre aux déclarations d'amour du singe Jocko, par contre elle est sensible aux attentions d'Armand. Devant le désarroi de François qui se désole de ne pouvoir être vu par Olivette comme un homme, Armand, en souvenir de ce qu'a fait François pour lui à Verdun, lui propose de rompre leur pacte de silence. François refuse, mais Armand lui jure de ne pas déclarer son amour à Olivette tant qu'elle ne connaîtra pas leur secret.
Un soir, avant le spectacle, François rencontre dans les coulisses Musette, celle qui l'avait rendu malheureux. Elle fait désormais partie du numéro de Bergerin, un dompteur de lions, qui vient d'être engagé par Papa Jules. Apprenant que c'est elle qui avait causé le désespoir d'Armand, les quatre compères décident de rompre le contrat. Musette cherche alors à séduire Armand pour qu'ils gardent leur numéro mais il la rejette. Elle jure de se venger. Bergerin trouve un singe qui ressemble à Jocko et propose de faire l'échange et de partir à l'étranger avec le singe parlant. Après l'enlèvement, Armand et Lorenzo s'aperçoivent évidemment du changement mais ils ne peuvent avertir la police sans dévoiler leur secret. François arrive à s'évader et arrive au théâtre juste à temps pour sauver Olivette des attaques du vrai singe, mais il est mortellement blessé. Il insiste néanmoins pour assurer la représentation, mais après le tomber de rideau, il s'écroule dans les bras d'Armand et d'Olivette.

## Fiche technique
- Titre original : The Monkey Talks
- Réalisation : Raoul Walsh
- Scénario : Gordon Rigby, d'après la pièce Le Singe qui parle de René Fauchois
- Intertitres : Elizabeth Pickett et Malcolm Stuart Boylan (en)
- Costumes : Kathleen Kay
- Maquillage : Jack Pierce
- Montage : Rose Smith
- Photographie : L. Wm. O'Connell
- Production : William Fox
- Société de production : Fox Film Corporation
- Société de distribution : Fox Film Corporation
- Pays d’origine :  États-Unis
- Langue originale : anglais
- Format : noir et blanc — 35 mm — 1,37:1 — Film muet
- Genre : Mélodrame
- Durée : 60 minutes
- Date de sortie :
  - États-Unis : 20 février 1927

## Distribution
Les noms des personnages indiqués ci-dessous sont ceux apparaissant dans les intertitres du film, et ils ne correspondent pas toujours à ceux donnés par IMDB ou AFI
- Olive Borden : Olivette
- Jacques Lerner : François Faho, alias le singe Jocko
- Don Alvarado : Armand Durand
- Malcolm Waite : Bergerin
- Raymond Hitchcock (en) : Lorenzo
- Ted McNamara : Firmin
- Jane Winton : Musette
- Auguste Tollaire : Papa Jules, le propriétaire du cirque